# レオポルド王の霊
『レオポルド王の霊』（King Leopold's Ghost、レオポルド王の亡霊、レオポルド王の幽霊）は、1998年にアメリカ合衆国で出版された、作家アダム・ホックシールドの著作。
1885年から1908年にかけて、ベルギー王レオポルド2世の私領地コンゴ自由国（現・コンゴ民主共和国）で行われた搾取と開発を描く。タイトルは米国の詩人ヴェーチェル・リンゼイ (Vachel Lindsay) の作品『ザ・コンゴ (The Congo) 』の一節 Listen to the yell of Léopold's ghost, / Burning in Hell for his hand-maimed host からの引用。
9つの出版社に断られたのちにようやく刊行されたこの本は、一般向けの歴史関連書籍として予想外のベストセラーとなり、2005年までに翻訳版を含めて40万部を発刊した。ハーバード大学とコロンビア大学の出資によるマーク・リントン歴史賞 (Mark Lynton History Prize) を受賞した。
2006年には同じタイトルでドキュメンタリー映画化が行われた。監督：ピッパ・スコット (Pippa Scott) 、ナレーション：ドン・チードル

## 参照
1. ↑  Hochschild, Adam (1998). King Leopold's Ghost. Pan Macmillan. ISBN 0-330-49233-0
2. ↑  King Leopold's Ghost (Documentary film, 2006), IMDB.